# ساشا كوري
ساشا كوري (بالإيطالية: Sacha Cori)‏ هو لاعب كرة قدم إيطالي في مركز الهجوم، ولد في 12 مايو 1989 في فيتيربو في إيطاليا. لعب مع كوسينزا كالشيو ونادي إمبولي ونادي ترنانا ونادي تشيزينا ونادي سيينا ونادي فيرتوس إينتيلا ونادي فينيزيا.

## وصلات خارجية
- ساشا كوري على موقع Soccerway.com (الإنجليزية)